# Salto Abajo
Salto Abajo es un barrio ubicado en el municipio de Utuado en el Estado Libre Asociado de Puerto Rico. En el Censo de 2010 tenía una población de 3929 habitantes y una densidad poblacional de 569,87 personas por km².

## Geografía
Salto Abajo se encuentra ubicado en las coordenadas 18°17′00″N 66°42′43″O / 18.28333, -66.71194. Según la Oficina del Censo de los Estados Unidos, Salto Abajo tiene una superficie total de 6.89 km², de la cual 6.82 km² corresponden a tierra firme y (1.01%) 0.07 km² es agua.

## Demografía
Según el censo de 2010, había 3929 personas residiendo en Salto Abajo. La densidad de población era de 569,87 hab./km². De los 3929 habitantes, Salto Abajo estaba compuesto por el 93.38% blancos, el 2.49% eran afroamericanos, el 0.08% eran amerindios, el 0.13% eran asiáticos, el 2.7% eran de otras razas y el 1.22% pertenecían a dos o más razas. Del total de la población el 99.44% eran hispanos o latinos de cualquier raza.